# Namrup
Namrup è una suddivisione dell'India, classificata come census town, di 18.921 abitanti, situata nel distretto di Dibrugarh, nello stato federato dell'Assam. In base al numero di abitanti la città rientra nella classe IV (da 10.000 a 19.999 persone).

## Geografia fisica
La città è situata a 27° 10' 60 N e 95° 19' 60 E e ha un'altitudine di 123 m s.l.m..

## Società

### Evoluzione demografica
Al censimento del 2001 la popolazione di Namrup assommava a 18.921 persone, delle quali 10.142 maschi e 8.779 femmine. I bambini di età inferiore o uguale ai sei anni assommavano a 1.599, dei quali 843 maschi e 756 femmine. Infine, coloro che erano in grado di saper almeno leggere e scrivere erano 16.380, dei quali 8.953 maschi e 7.427 femmine.